# Unione Sportiva Akragas 1960-1961
Questa pagina raccoglie le informazioni riguardanti l'Unione Sportiva Akragas nelle competizioni ufficiali della stagione 1960-1961.

## Rosa
| N. |                   | Ruolo | Calciatore                    |
| -- | ----------------- | ----- | ----------------------------- |
|    | Italia (bandiera) | C     | Sergio Bertoglio              |
|    | Italia (bandiera) | A     | Benito Brugnera               |
|    | Italia (bandiera) | C     | Clemente Candiani             |
|    | Italia (bandiera) | A     | Armando Carta                 |
|    | Italia (bandiera) | D     | Antonio Caviglia              |
|    | Italia (bandiera) | A     | Giovanni Battista Fracassetti |
|    | Italia (bandiera) | A     | Benito Filippazzo             |
|    | Italia (bandiera) | D     | Erberto Galeotti              |
|    | Italia (bandiera) | A     | Alfredo Genovesio             |

| N. |                   | Ruolo | Calciatore        |
| -- | ----------------- | ----- | ----------------- |
|    | Italia (bandiera) | D     | Simone Marsili    |
|    | Italia (bandiera) | C     | Loris Mora        |
|    | Italia (bandiera) | D     | Odoardo Pizzi     |
|    | Italia (bandiera) | C     | Mario Rossi       |
|    | Italia (bandiera) | A     | Romolo Rossi      |
|    | Italia (bandiera) | D     | Pietro Salvador   |
|    | Italia (bandiera) | C     | Pietro Scandola   |
|    | Italia (bandiera) | P     | Amarino Valentini |
|    | Italia (bandiera) | P     | Adriano Vicini    |